# Steve Appleton
Steven R. Appleton (31 mars 1960 – 3 février 2012) était le président-directeur général de Micron Technology. 